# Prattsville
Prattsville é uma cidade  localizada no estado americano de Arkansas, no Condado de Grant.

## Demografia
Segundo o censo americano de 2000, a sua população era de 282 habitantes.
Em 2006, foi estimada uma população de 292, um aumento de 10 (3.5%).

## Geografia
De acordo com o United States Census Bureau, a localidade tem uma área de 4,3 km², sem área coberta por água. Prattsville localiza-se a aproximadamente 94 m acima do nível do mar.

## Localidades na vizinhança
O diagrama seguinte representa as localidades num raio de 24 km ao redor de Prattsville.